# Rhapsodie in Blau
Rhapsodie in Blau ist eine US-amerikanische Filmbiografie aus dem Jahr 1945, die das Leben des Komponisten George Gershwin behandelt. Das Drehbuch basiert dabei auf den Aufzeichnungen von Sonya Levien.

## Handlung
Die Brüder George und Ira Gershwin wachsen an der Lower East Side in New York auf. Ihre Mutter Rose hat genug Geld gespart, um ein Piano zu kaufen, damit der ältere, Ira, Klavierstunden nehmen kann. George hat ebenfalls musikalisches Talent, aber er geht lieber aufs College. Hier wird er von Professor Frank unterrichtet. Sein Klavierspiel wird immer besser.
George nimmt eine Stelle als Pianist an einem Vaudeville-Theater an, danach in einem Musikgeschäft. Doch sein großer Traum ist das Komponieren. Als eines Tages die Sängerin Julie Adams den Laden betritt, spielt George eine seiner eigenen Kompositionen, Swanee, für sie. Doch als sein Chef hört, dass er während seiner Arbeitszeit seine eigenen Stücke auf dem Klavier spielt, feuert er ihn. George bekommt einen Zwei-Jahres-Vertrag beim Musikverlag Harms. Direktor Max Dreyfus verkauft Swanee an den Sänger Al Jolson, der damit einen Hit landet.
Professor Frank warnt George davor, sein Talent in Mainstreammusik zu verschwenden, doch George nimmt das Angebot an, für die Broadwayshow Half Past Eight mit Julie Adams Songs zu schreiben. Das Musical ist kein Erfolg, doch mit George White's Scandals of 1921 gelingt ihm dann der Durchbruch. Zusammen mit seinem Bruder Ira, der sich als Texter hervortut, komponiert George eine Reihe von Hits. Mit Blue Monday Blues, das von Spirituals beeinflusst ist, löst er Kontroversen aus. Der Dirigent Paul Whiteman bittet ihn, ein Blues-Stück für ein Jazzkonzert zu schreiben. Das Ergebnis ist Rhapsody in Blue. Als Professor Frank erfährt, was sein Schüler für dieses Werk bekommt, stirbt er.
Walter Damrosch von den New Yorker Symphonikern gibt ein Konzert in Auftrag, woraufhin George nach Paris reist, um dort seine Studien fortzuführen. Hier lernt er die wohlhabende Malerin Christine Gilbert kennen, die ihn dem Komponisten Maurice Ravel vorstellt. George kehrt mit der älteren Christine in die USA zurück, was die eifersüchtige Julie in Verzweiflung bringt. Doch Christine merkt, dass George die Musik mehr liebt als sie, und verlässt ihn. George reist wieder nach Paris, um das geplante Konzert zu vollenden. Georges Vater stirbt an Leukämie und tadelt ihn vor seinem Tod dafür, sich von Julie getrennt zu haben.
In Los Angeles komponiert George unaufhörlich. Für das Musical Of Thee I Sing bekommt er den Pulitzer-Preis. Er schreibt die Oper Porgy and Bess, die nur mit schwarzen Schauspielern besetzt ist. Georges Gesundheit leidet, er erleidet Schwächeanfälle und wird von Kopfschmerzen heimgesucht. Als er bei einer Probe zusammenbricht, will Julie sofort nach Los Angeles kommen. In New York trägt Oscar Levant das Concerto in F vor. Der Beifall ist enorm, doch endet die Aufführung durch die Nachricht vom plötzlichen Tod des Komponisten in großer Trauer.

## Kritik
Das Lexikon des internationalen Films urteilt: „Der biografisch unzuverlässige, sentimentale und zuweilen kitschige Film hat seine Vorzüge in der guten Erfassung der Zeitatmosphäre und in blendend präsentierter Gershwin-Musik.“
Die Filmzeitschrift Cinema sieht in dem Film eine „Groschenheft-Story mit tollen Showeinlagen“
Bosley Crowther von der New York Times meinte, die Leute, die den Film herstellten, waren völlig überfordert mit dem komplexen Thema, dass die Biografie zu einer unklaren und hinkenden Angelegenheit werde.
„Channel 4“ verglich den Film mit anderen Biografien über populäre Musiker. Der Film biete alles: Politos exakte Kameraarbeit, Gastauftritte, üppige Arrangements und tolle Songs. Er biete alles, nur nicht die Wahrheit.
Ein Kommentar von Oscar Levant über den Film lautete: „Even the lies about Gershwin were being distorted.“ (Sogar die Lügen über Gershwin wurden verdreht.)

## Auszeichnungen
1946 wurden Orchesterleiter Ray Heindorf und Komponist Max Steiner in der Kategorie Beste Filmmusik (Musical) sowie Nathan Levinson in der Kategorie Bester Ton für den Oscar nominiert.

## Hintergrund
Die Uraufführung der Produktion von Warner Bros. fand am 27. Juni 1945 in New York statt. In Deutschland erschien der Film erstmals am 28. April 1948 in den Kinos.
Paul Whiteman, Al Jolson, Oscar Levant, Hazel Scott und die Journalistin Elsa Maxwell haben kleine Auftritte und spielen sich selber. Die Sopranistin Anne Brown ist in einer Vorführung von Porgy and Bess als Bess zu sehen.
Robert Alda, Vater von Alan Alda, begann mit diesem Film seine Leinwandkarriere. Auch Herbert Rudley gab sein Filmdebüt.
Die Filmfiguren Julie Adams, Christine Gilbert und Professor Frank sind reine Erfindungen. Gershwins realer Musiklehrer starb nicht in der Nacht der Aufführung von Rhapsody in Blue.

## Soundtrack
Im Film werden folgende Songs von George Gershwin gespielt:
- Embraceable You (Joan Leslie)
- Swanee (Al Jolson)
- Rhapsody in Blue (Robert Alda)
- Concerto in F (Robert Alda und Oscar Levant)
- Summertime (Anne Brown)
- The Man I Love (Hazel Scott)
- An American in Paris (Orchesterversion dirigiert von Leo F. Forbstein)
- Blue Monday Blues
- I Got Rhythm (Hazel Scott)
- Love Walked In (Mark Stevens)
- ’S Wonderful (Chorgesang)
- Somebody Loves Me (Johnny Downs und Joan Leslie)
- Drifting Along with the Tide
- Stairway to Paradise (Chor)
- Oh, Lady Be Good! (Chor)
- Has One of You Seen Joe?
- I’m Gonna See My Mother
- Clap Yo’ Hands (Hazel Scott)
- Fascinating Rhythm (Hazel Scott)
- The Yankee Doodle Blues (Hazel Scott)
- Bidin’ My Time
- Cuban Overture
- Mine (Robert Alda, Oscar Levant)
- Delishious (Joan Leslie)
- It Ain't Necessarily So
- Someone to Watch Over Me
- Do It Again
- Liza

Joan Leslies Gesang wurde von Sally Sweetland nachsynchronisiert.